# Poritidae
Poritidae  is een familie van neteldieren uit de klasse van de Anthozoa (bloemdieren). 

## Geslachten
- Bernardpora Kitano & Fukami, 2014
- Goniopora de Blainville, 1830
- Porites Link, 1807
- Stylaraea Milne Edwards & Haime, 1851
- Machadoporites tantillus